# 鳃分性双吸虫
鳃分性双吸虫（学名：Gonpodasmius branchialis）为囊双科分性双吸虫属的动物。分布于太平洋，包括南海等海域，营寄生生活，宿主横带九棘鲈以及石斑鱼，寄生部位为鳃、鼻腔。